# 명부시왕
</onlyinclude>

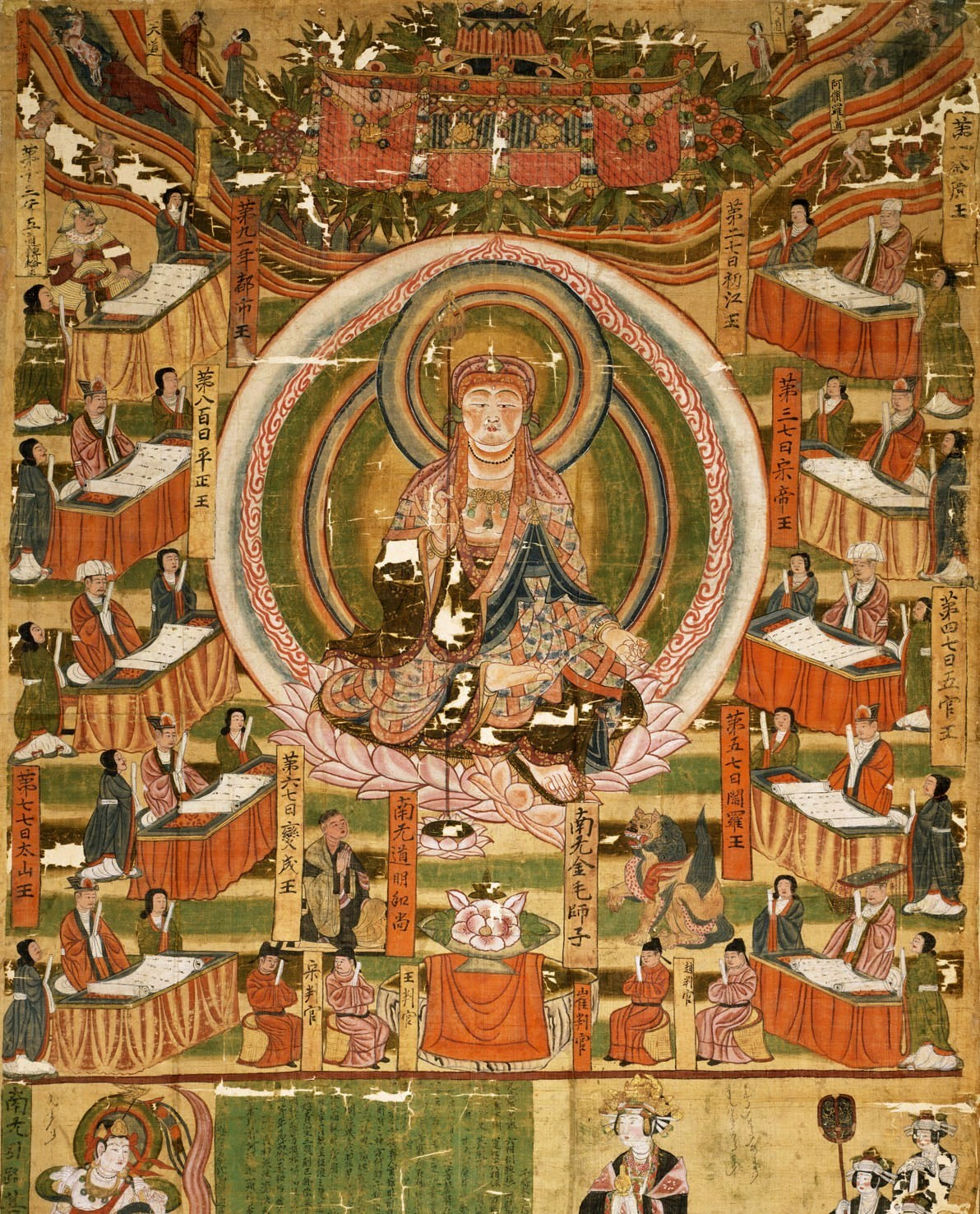

명부시왕(冥府十王) 또는 시왕(十王)은 불교에서, 죽은 자를 심판한다는 열 명의 왕을 일컫는다. 이는 불교가 중국으로 전래되면서 도교의 영향을 받아 형성되었으며, 한국의 민속 신앙에도 영향을 미쳤다.
불교에서는 사람이 죽으면 3일간 이승에서 머물다가 명부사자(冥府使者)의 인도로 명부로 간다고 믿는데, 이때 명부에서 죽은 자의 죄를 심판한다는 열 명의 왕이 바로 명부시왕이다. 처음부터 순서대로 진광대왕(秦廣大王)·초강대왕(初江)·송제대왕(宋帝)·오관대왕(五官)·염라대왕(閻羅)·변성대왕(變成)·태산대왕(泰山)·평등대왕(平等)·도시대왕(都市)·오도전륜대왕(五道轉輪, 혹은 전륜대왕) 등이 있다. 이중 다섯 번째인 염라대왕은 시왕 중의 우두머리로 여겨지기도 한다.
죽은 자는 시왕 중 7명의 대왕에게 순서대로 각각 7일씩 49일 동안 심판을 받는다. 그러나 살면서 죄업을 많이 지은 자는 49일 이후 3명의 대왕에게 다시 심판을 받는데, 죽은 후 100일이 되는 날은 제8 평등대왕, 그리고 1년이 되는 날에는 제9 도시대왕, 3년째에는 제10 오도전륜대왕의 심판을 받아 총 3년의 기간 동안 명부시왕의 심판을 받는다.

## 시왕
| 시왕   | 진광대왕                | 초강대왕                  | 송제대왕                  | 오관대왕                  | 염라대왕                  | 변성대왕                  | 태산대왕                  | 평등대왕                 | 도시대왕                | 오도전륜대왕            |
| 이미지 |                         |                           |                           |                           |                           |                           |                           |                          |                         |                         |
| 심리   | 초치일 （7일째・6일후） | 이칠일 （14일째・13일후） | 삼칠일 （21일째・20일후） | 사칠일 （28일째・27일후） | 오칠일 （35일째・34일후） | 육칠일 （42일째・41일후） | 칠칠일 （49일째・48일후） | 백일 （100일째・99일후） | 일주기 （2년째・1년후） | 삼회기 （3년째・2년후） |

## 같이 보기
- 불교의 지옥
- 지장보살
- 지장시왕도